# أيام بلا حب (فلم)
أيام بلا حب هو فيلم مصري عرض عام 1962، بطولة نادية لطفي وكمال الشناوي، ومن إخراج حسام الدين مصطفى.

## قصة الفيلم
زميلان من أبناء بورسعيد يتعرفان على بعضهما أثناء الدراسة وهما (نادية) ابنة (شاكر) الثري، و(حسني) المهندس ابن الصياد الفقير، يعودان إلى بورسعيد. حيث يعاني والد (حسني) الظلم الذي يفرضه (شاكر) الثري والد (نادي). يساعد حسني والده في الوقوف في وجه (شاكر). فتعرض (نادية) على (حسني) أن يعمل في أسطول أبيها لكنه يرفض وتقرر (نادية) الهرب مع (حسني) والزواج في القاهرة. لكن يمسك بها رجال والدها ويهددون (حسني) بالقتل إذا لم يبتعد عن (نادية).

## طاقم التمثيل
- نادية لطفي: (نادية شاكر)
- كمال الشناوي: (حسني عبد الدايم)
- محمود السباع: (مغاوري)
- يوسف شعبان: (رأفت)
- عبد الخالق صالح: (شاكر علام)
- لطفي عبد الحميد: (زينهم)
- ماري عز الدين: (فكرية)
- عبد العزيز خورشيد: (والد حسني)
- سهام فتحي: (عزة)
- علي كامل
- عبد السلام محمد
- قدرية كامل
- رؤوف عبد الخالق
- ناهد صبري: (الراقصة)
- محمد طه: (غناء)

## فريق العمل
- إخراج: حسام الدين مصطفى
- تأليف: فايق إسماعيل
- مدير التصوير: كليليو
- مونتاج: فكري رستم
- إنتاج: أفلام كمال الشناوي
- توزيع داخلي: أفلام كمال الشناوي
- توزيع خارجي: المتحدة للسينما (صبحي فرحات)